# Дріада (програмування)
Дріада є науково-дослідницьким проектом в Microsoft Research для виконання загального призначення для паралелізму даних. Microsoft зробила кілька релізів попереднього перегляду цієї технології які доступні як додатки до Windows HPC Server 2008 R2. Проте, в жовтні 2011 року Microsoft припинила активний розвиток на Дріаді, зміщуючи фокус в рамках Apache Hadoop.
Додаток, написаний для Дріад моделюється як Орієнтований ациклічний граф. Він визначає потік даних програми, і як вершини графу визначає операції, які виконуються на даних. "Обчислювальні вершини" пишуться з використанням послідовної конструкції, позбавлена будь-яких Паралельних обчислень або взаємного виключення. Виконання Дріада розпаралелює граф потоку даних за рахунок розподілу обчислювальних вершин різних механізмів виконання (який може бути кілька процесорним ядром на одному комп'ютері або на різних фізичних комп'ютерах, підключених до мережі, як і в кластері). Складання розрахункової вершини по доступним обладнанням обробляється під час виконання Дріада, без якого-небудь явного втручання розробника додатків або адміністратора мережі. Потік даних між обчислювальними вершинами до інших здійснюється за допомогою комунікаційних каналів" між вершинами, які у фізичні реалізації здійснюється по TCP/IP-потоках, Розподіленою пам’яттю або тимчасових файлів. 
Дріада визначає предметно-орієнтовану мову , що реалізується з допомогою C++ бібліотеки, яка використовується для створення і моделювання графіка виконання Дріад. Обчислювальні вершини записуються з використанням стандартного C++ конструктора. Для того, щоб зробити їх доступними для виконання Дріадою, вони повинні бути укладені в класі , який успадковує від GraphNode базовий клас. Графік визначається додаванням ребер; ребра додаються за допомогою оператора композиції (визначається Дріад ), який з'єднує два графіка (або два вузли графу) з краєм. Керований код обгорток для Дріад  API також можуть бути записані.
Існує кілька компіляторних мов високого рівня, які використовує Дріада як середовище виконання; приклади включають сферу (структуровані Розрахунки оптимізовані для паралельного виконання) і DryadLINQ.